# Walter Parker Weaver
Walter Parker Weaver (* 11. Februar 1934 in Elkin) ist ein US-amerikanischer Theologe.

## Leben
Er erwarb an der Duke University 1956 einen A.B. und 1962 einen B.D. und an der Drew University einen Ph.D. 1968. Er war Geistlicher einer methodistischen Kirchen in Durham 1958–1962, und Adelphia, 1962–1965. Er lehrt am Greensboro College, Assistenzprofessor 1965–1969, außerordentlicher Professor, 1969–1972; Florida Southern College, außerordentlicher Professor, 1972–1986, Professor für Religion und Philosophie, 1987–1989, Pendergrass-Professor für Religion, 1989–1997.

## Schriften (Auswahl)
- A history of the tradition of Matthew 11:25–30 (Luke 10:21–22). 1968, OCLC 21968097.
- als Herausgeber mit James H. Charlesworth: The Old and New Testaments. Their relationship and the intertestamental literature. Valley Forge 1993, ISBN 1-56338-062-5.
- The historical Jesus in the twentieth century, 1900–1950. Harrisburg 1999, ISBN 1-563-38280-6.
- Jesus and his biographers. North Richland Hills 2005, ISBN 193056614X.